# Synagogue karaïm de Kharkiv
La synagogue karaïm de Kharkiv (en ukrainien : Кенаса (Харків)) est une synagogue située à Kharkiv, en Ukraine qui est un bâtiment du XIXe siècle.

## Histoire
La présence karaïte est attestée dès 1853 mais la construction de la synagogue a été approuvée et commencée en 1891
sur les plans de l'architecte Borys Pokrovsky. Le bâtiment a été rendu à la communauté karaïte en 2006 ; le bâtiment a été endommagé lors de l'invasion russe de 2022.

## Galerie d'images

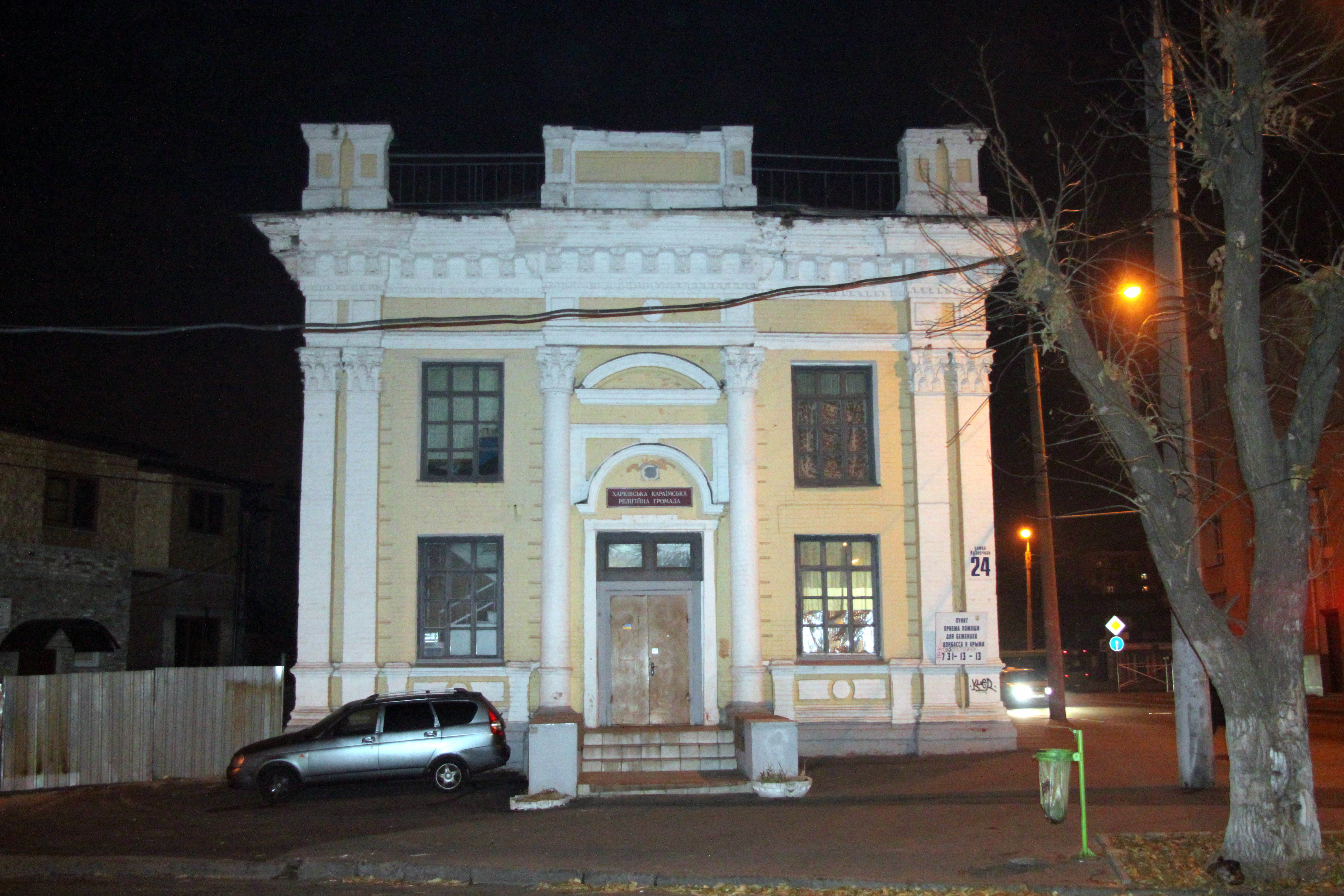
une vue de nuit,
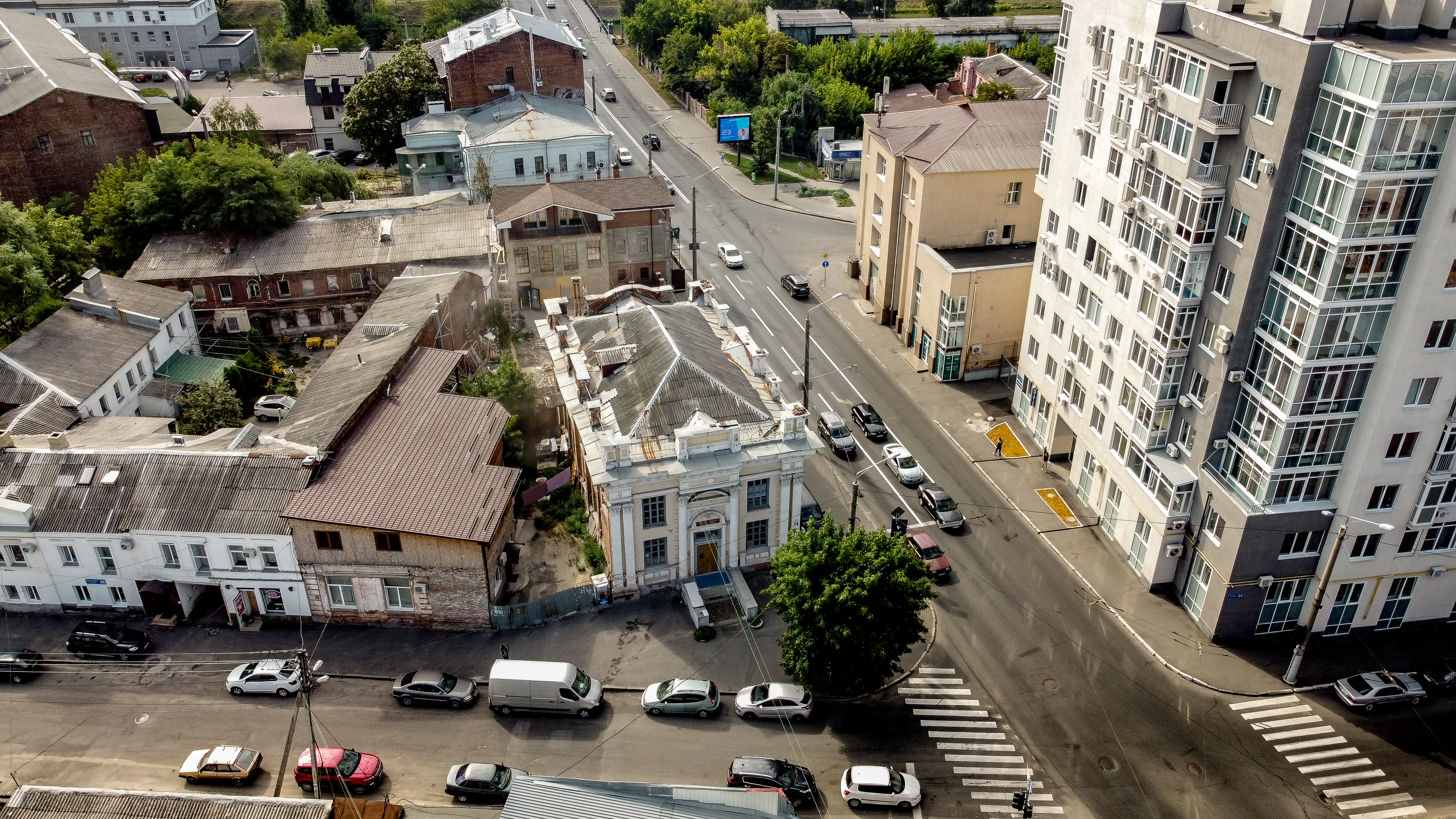
autre vue de la Synagogue.